# Andrés Felipe Pineda
Andrés Felipe Pineda Barajas (n. Villavicencio, Meta, Colombia; 27 de marzo de 1992) es un futbolista colombiano. Juega de delantero y actualmente juega en el Llaneros de la Categoría Primera B.

## Trayectoria

### La Equidad
Se inició en las inferiores del desaparecido Centauros de Villavicencio, posteriormente pasa a La Equidad. Con el club asegurador debutó de la mano del entrenador Alexis García, solo jugó en Copa Colombia anotando un gol.

### Monagas
Ficharía con el Monagas  venezolano el 26 de agosto de 2013 para afrontar la temporada 2013-2014 donde anotó 5 goles. Debutó con gol, a mediados de temporada anota una tripleta y en su último partido marca nuevamente.

### Millonarios
Para enero de 2015 llega a probarse en Millonarios, club del cual es hincha. El D.T. argentino, Ricardo Lunari, da el aval para que se quede, sin embargo, con las inscripciones cerradas solo pudo se tenido en cuenta para el Torneo Finalización. Su contrato finalizó el 22 de noviembre de 2015, sin haber sumado minutos en el club embajador.

### Platense
En diciembre de 2018 llegó a prueba al club, tras realizar trabajos durante un mes el día 15 de enero de 2019 es presentado oficialmente como jugador del club compartiendo camerino con sus compatriotas Juan Andrés Bolaños y Norman Cabrera. Debutaría como titular diez días después enfrentando al Club Deportivo Honduras Progreso.

### Llaneros
En agosto de 2020 llega al equipo llanero tierra en donde nació, siendo presentado oficialmente por medio de un video de las redes sociales del club.

## Clubes
| Club        | País      | Año             |
| ----------- | --------- | --------------- |
| La Equidad  | Colombia  | 2011 - 2012     |
| Monagas     | Venezuela | 2013 - 2014     |
| Millonarios | Colombia  | 2015            |
| Platense    | Honduras  | 2019            |
| Llaneros    | Colombia  | 2020 - presente |